# Jablunkovský výběžek

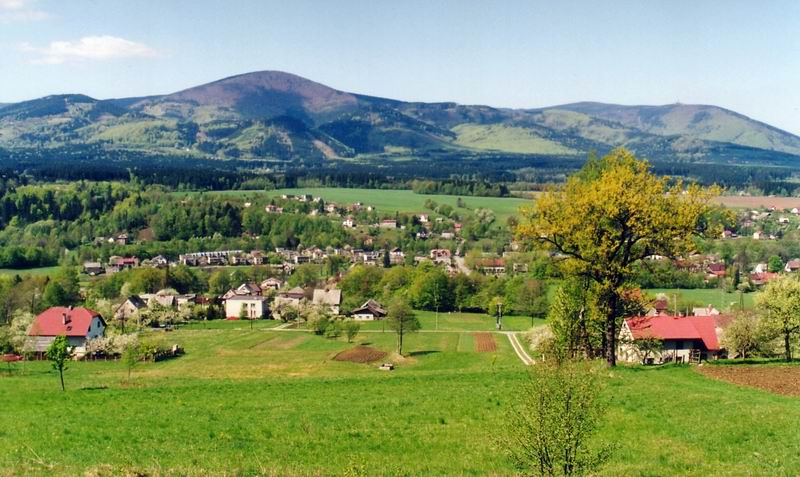
Ráz krajiny Jablunkovska

Jablunkovský výběžek je označení pro území Česka na jeho samém východě v Moravskoslezském kraji v okrese Frýdek-Místek. Největším sídlem oblasti je město Jablunkov, podle kterého také oblast nese svůj název. Dalšími sídly ve výběžku jsou například Mosty u Jablunkova, Návsí, Bystřice či Dolní Lomná. 

## Geografie
Nachází se ve Slezsku. Na západní straně přiléhá ke zbytku území ČR, ze severu a východu je obklopen Polskem a na jihu sousedí se Slovenskem. Nachází se zde celý tok Lomné, která se zde vlévá do Olše. Nejvyšší horou může být v důsledku nejednoznačného zeměpisného vymezení Velký Polom nebo Ropice.
Nachází se zde nejvýchodnější bod ČR a také česko-slovensko-polské trojmezí.

## Historie
Po většinu středověku toto území náleželo ke slezským knížectvím – nejprve Ratibořskému a poté Opolskému. Po ustanovení Zemí Koruny české se tak stalo jejich součástí. Během válek o rakouské dědictví toto území patřilo mezi ta, která zůstala Habsburské monarchii. Po skončení První světové války se kvůli národnostní různorodosti stalo (ostatně jako celé Těšínsko) předmětem sporů mezi Československem a Polskem. Nakonec se stalo součástí Československa a bylo jeho součástí až do roku 1938, kdy bylo zabráno Polskem a krátce na to Německem. Po druhé světové válce se vrátilo Československu a po jeho rozpadu je součástí České republiky.

## Obyvatelstvo
Většina obyvatelstva je česká, nachází se zde však významná polská menšina, která tvoří zhruba čtvrtinu obyvatelstva regionu. Zdejší obec Hrádek má nejvyšší podíl Poláků v celé České republice – ti tvoří zhruba 40 % obyvatelstva obce.